# Fantastic Four
För andra betydelser, se Fantastic Four (olika betydelser).

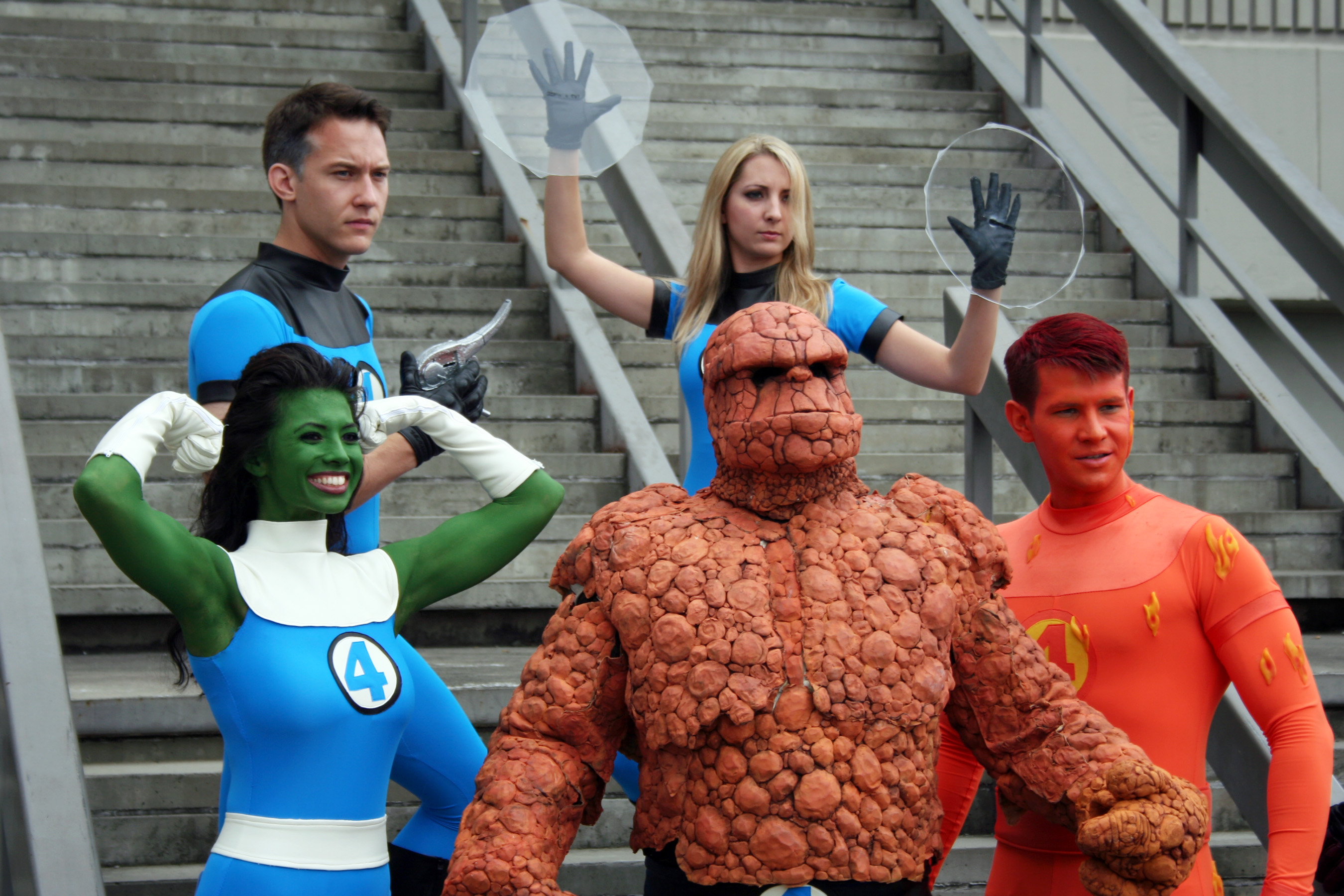
Personer utklädda till Fantastic Four (tillsammans med She-Hulk, som under en period var del av gruppen).

Fantastic Four (till och med 1980-talet med det svenska namnet "Fantastiska Fyran") är en amerikansk superhjälteserie skapad av Stan Lee och Jack Kirby 1961.
Fantastiska Fyran består av Reed Richards/Mister Fantastic, Sue Storm/Invisible Woman (även kallad Osynliga kvinnan på svenska), Johnny Storm/Human Torch (även Flamman eller Facklan) och Ben Grimm/The Thing (även Big Ben). Även andra hjältar i Marvels Universum har varit tillfälliga medlemmar, men dessa fyra var grundmedlemmarna.
De fyra befann sig ombord på ett experimentellt rymdskepp byggt av Reed när det utsattes för "kosmisk strålning" som gav dem olika märkliga krafter. Det tog inte lång tid innan de började bekämpa brott med dessa krafter.
Serien var nyskapande för sin tid på mer än ett sätt. De fyra hade inga hemliga identiteter som så många andra superhjältar, utan var välkända av befolkningen. Ett annat särdrag var att de inte alltid kom överens utan ofta grälade friskt med varandra.
Anmärkningsvärda fiender är bland annat Doktor Doom och Sub-Mariner.

## Egenskaper
Även om de alla blev begåvade med superkrafter, så blev de ändå helt olika.
Reed Richards
Kan tänja ut sin kropp så att den blir helt elastisk, men har en gräns för hur mycket han kan "tänja ut sig". Förutom att ha förmågan att sträcka ut sin kropp anses även Reed Richards vara en av de smartaste människorna i hela Marvels universum. Är lyckligt gift med Sue Richards.
Sue Richards
Fick förmågan att göra sig osynlig och med tanken skapa osynliga sköldar, som hon bevisligen har kunnat skapa hur hon vill. Exempelvis har Sue kunnat skapa en "ett cylinderrör" som har penetrerat hela Baxterbyggnaden, nerifrån och upp. Detta kräver en enorm koncentration, men hon har trots detta kunnat skapa en sköld som för en kort stund har stått emot Hulks slag. Är gift med Reed Richards och syster till Johnny Storm.
Johnny Storm
Den mest hetlevrade av Fantastiska Fyran fick förmågan att tända eld på hela sin kropp utan att bli skadad, och fick också flygförmåga. Han kan kasta eldklot från sina händer och kan också kontrollera temperaturen på dessa, så att de kan vara ofarliga när de träffar en människa, eller dödliga, om det skulle behövas. Kan avlossa en så kallad Nova-stöt från sin kropp, som bland annat kan smälta bort nästan allting inom en viss radie. Med Nova-stöten har han lyckats oskadliggöra exempelvis Ultron, som består helt av adamantium. Är bror till Sue Richards.
Ben Grimm
Ben var den som styrde rymdfärjan som utsattes för den kosmiska strålningen och fick förmågan/förbannelsen att bli helt täckt med ett lager av sten. Detta har påverkat hans personlighet, eftersom det var han som blev mest förändrad gentemot sin ursprungliga människoform. Med denna förbannelse följde också att han fick övermänsklig styrka. Hans styrka har ökat genom åren p.g.a. evolution och Reed Richards maskiner. Thing har slagits mot bland andra Thor, Abomination, stora underjordiska varelser, och har även stått öga mot öga med Hulk, trots att Hulk kan bli mycket starkare än Thing när han blir argare och argare.

## Svensk publicering
Williams förlag publicerade tidningen Fantastiska fyran 1967-1969, och 1975 utkom Red Clown med "Fantastiska fyran Jättealbum".
1978, i samband med att Atlantic förlag övertog de svenska rättigheterna till Marvels serier, började serien publiceras som ett av flera inslag i Atlantic-serien, och publicerades parallellt också i ett egenbetitlat album och en pocket, samt i Atlantic Special. Två år senare lades Atlantic-serien ner, och ersattes av Fantastiska fyran, utgiven 1980-1981, och 1983 gavs ytterligare ett album ut.
1985 gav Semic Press ut en pocketbok, och 1987 kom serien att, som en av flera serier ingå i Marvels Universum, vilken följande år togs över av Satelitförlaget, 1992 bytte namn till Mega Marvel, och 1995 flyttade tillbaka till Semic Press. 1997 övertog Egmont Kärnan utgivningen.
2005 utkom Egmont med såväl serieversionen av spelfilmen Fantastic Four, som en inbunden bok: Fantastic Four - klassiska serier.

## Hyllningar, kopior och parodier
- The First Family, superhjältefamilj i Kurt Busieks Astro City.
- Mystery Incorporated var Alan Moores hyllning från 1963 till 1993, där allt var en pastisch på 1960-talets Marvel-serier. Medlemmarna hette här Crystal Man, Neon Queen, Kid Dynamo och Planet.

## Fantastiska Fyran i andra medier
Den första spelfilmen med gruppen blev klar 1994, det var en lågbudgetfilm producerad av Roger Corman. Filmen var aldrig avsedd att släppas offentligt utan gjordes enbart för att inte filmbolagets rättigheter från 80-talet skulle löpa ut.[källa behövs] Trots att filmen aldrig släpptes offentligt finns olagliga kopior i omlopp.
2005 kom Fantastic Four, en Hollywood-produktion med stor budget. Den har fått blandat mottagande av kritiker och fans. Uppföljaren Fantastic Four: Rise of the Silver Surfer släpptes 17 augusti 2007.
Serien har också blivit animerad film.

### Filmografi
- 2005 – Fantastic Four
- 2007 – Fantastic Four: Rise of the Silver Surfer
- 2015 – Fantastic Four
- 2025 – The Fantastic Four: First Steps